# Terry Mills
Terry Richard „The Sugar” Mills (ur. 21 grudnia 1967 w Romulus) – amerykański koszykarz, występujący na pozycji silnego skrzydłowego.
W 1986 wystąpił w meczu gwiazd amerykańskich szkół średnich - McDonald’s All-American.
Jest kuzynem gracza NBA – Granta Longa oraz bratankiem mistrza NBA z 1989 roku Johna Longa.
Między 4-7 grudnia 1996 roku trafił 13 z rzędu rzutów za 3 punkty, wyrównując nadal aktualny rekord NBA należący do Brenta Price’a.

## Osiągnięcia
NCAA
- Mistrz NCAA (1989)[3]
- 2-krotny uczestnik rozgrywek Sweet Sixteen turnieju NCAA (1988, 1989)

NBA
- Uczestnik konkursu rzutów za 3 punkty (1997)[4]
- Lider play-off w skuteczności rzutów za 3 punkty (2000)[5]